# Campana de Huesca

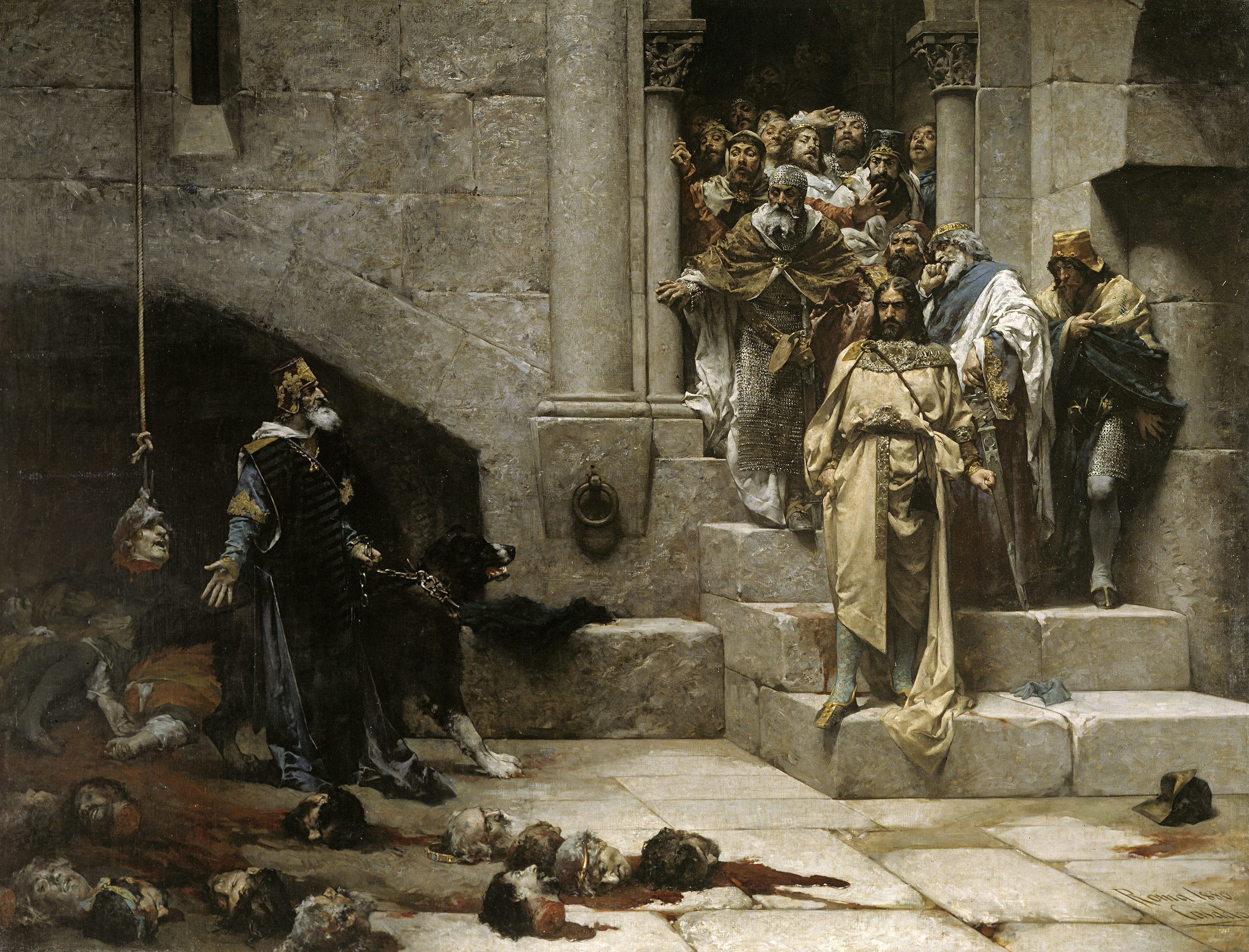
José Casado del Alisal, La campana de Huesca, 1880, óleo sobre lienzo. Expuesto en el ayuntamiento de Huesca.

La leyenda de la campana de Huesca cuenta que Ramiro II el Monje, rey de Aragón, decapitó a trece nobles que se opusieron a su voluntad. La historia es parte del acervo popular en Aragón, especialmente en la ciudad de Huesca.

## La leyenda
Tras la muerte en 1134 de Alfonso I el Batallador sin hijos, heredó el reino de Aragón su hermano Ramiro II el Monje, obispo de Roda de Isábena. Aragón sufría por entonces diversos problemas internos y externos.
Según cuenta la Crónica de San Juan de la Peña (siglo xiv), estando Ramiro II preocupado por la desobediencia de sus nobles mandó un mensajero a su antiguo maestro, el abad de San Ponce de Tomeras, pidiéndole consejo. Este llevó al mensajero al huerto y cortó unas coles (algunas veces se habla de rosas), aquellas que sobresalían más. A continuación ordenó al mensajero repetir al rey el gesto que había visto. Ramiro II hizo llamar a los principales nobles para que vinieran a Huesca, con la excusa de hacer una campana que se oyera en todo el reino. Una vez allí, hizo cortar la cabeza a los nobles más culpables, sofocando la revuelta.
La primera mención de esta leyenda la recoge la versión en latín de la Crónica de San Juan de la Peña, también conocida como la crónica pinatense, que fue redactada dos siglos después del reinado de Ramiro II por mandato del rey Pedro IV el Ceremonioso. La forma popular desarrolla algo más el hecho: el rey convocó Cortes e hizo venir a todos los nobles del reino para que vieran una campana que se oiría en todo el reino. A los rebeldes los hizo entrar de uno en uno en la sala y fue decapitándolos según iban entrando. Una vez muertos, colocó sus cabezas en círculo y la del obispo de Jaca, el más rebelde, la colocó en el centro como badajo. Luego dejó entrar a los demás para que escarmentaran.

## Origen
La leyenda de la campana de Huesca ha sido considerada durante mucho tiempo como auténtica. Existe incluso en el antiguo palacio real, actual Museo Provincial de Huesca, una sala en la que se afirma que ocurrieron los hechos.
No obstante, la leyenda de la campana de Huesca fue estudiada por Jerónimo Zurita en sus Anales de la Corona de Aragón (1562) e identificó las fuentes clásicas de la primera parte (el consejo del abad de San Ponce) en el historiador griego Heródoto (siglo V a. C.). En Historia, V, 92, Heródoto refiere:

Periandro despachó un heraldo a la corte de Trasíbulo de Mileto para preguntarle que con qué tipo de medidas políticas conseguiría asegurar sólidamente su posición y regir la ciudad con el máximo acierto. Entonces Trasibulo condujo fuera de la capital al emisario de Periandro, entró con él en un campo sembrado y, (...) cada vez que veía que una espiga sobresalía, la tronchaba (...) Acabó por destruir lo más espléndido y granado del trigal. Y, una vez atravesado el labrantío, despidió al heraldo sin haberle dado ni un solo consejo.

También se puede encontrar esta anécdota en la Política de Aristóteles —en el tercer libro, capítulo 13, hacia el final del fragmento 1284a—, contada brevemente y de manera similar a Heródoto.
En el siglo I a. C. Tito Livio atribuye la leyenda a Tarquino, que corta con un bastón las adormideras más altas para aleccionar a Sexto Tarquino, rey de los Gabios.
Más difícil es dilucidar cuándo se produce la aclimatación e hispanización del mito en una leyenda medieval. Manuel Alvar afirma que se pudo producir a través de la herencia carolingia y la épica occitana francesa a la que tan ligado estaba el reino de Aragón.
Pudo encarnarse cuando se hizo efectiva su conexión con la segunda parte de la leyenda, es decir, la muerte de los nobles ya que es mucho más probable y que pudo ocurrir cuando los bandos nobiliarios aragoneses desobedecían al rey por alcanzar mayores cotas de poder y de riqueza. Esos nobles desacataron órdenes aprovechando el cambio de monarca, y en una de esas disputas Ramiro II estuvo a punto de perder el trono ya que en la obra Kitab al-Anwar al Yâliyya, del historiador andalusí Abu Bakr al-Ansari, recogida en la obra de Ibn Idari, en la que cuenta como los nobles aragoneses rompieron una tregua firmada por Ramiro II con el general almorávide, IIshaq ibn Muhammad ibn Ghaniya, señor de Valencia al atacar una caravana. El rey aragonés tuvo que refugiarse en Besalú en 1135 y a la vuelta solucionó el problema ordenando decapitar a varios de los nobles sublevados que habían asaltado una caravana de musulmanes en tiempo de tregua.
Los anales y crónicas transmiten esta referencia histórica. En los Anales Toledanos Primeros, unos cincuenta años posterior a los hechos, aparece esta noticia:

Mataron las potestades en Huesca. Era MCLXXIV

 La nota se refiere, como atestigua Ubieto, al año 1135 o 1136.
Más extensa es la información que trae la Primera Crónica General o Estoria de España, producida por el taller alfonsí entre 1260 y 1284:

aquel don Ramiro el Monge (...) no lo quiso mas sofrir, et guisó desta manera que en un día en la çibdat de Güesca en un corral de las sus casas, fizo matar onze rricos omnes, con los quales murieron muy grant pieça de cavalleros

Pero quien trae extenso desarrollo de estos hechos es la Crónica de San Juan de la Peña o Crónica pinatense (c. 1369), escrita en el reinado de Pedro IV de Aragón. Además, y lo que es más valioso, la Crónica incluye una prosificación de un cantar de gesta aragonés, el Cantar de la Campana de Huesca, del que Manuel Alvar pudo reconstruir los pasajes que refieren al episodio del rey Ramiro II. Las primeras versiones de este Cantar de la Campana de Huesca no debieron ser muy posteriores a los hechos, en la segunda mitad del siglo xii, como confirma la pérdida de la vocal final.

## La historiografía moderna
Los cronistas de la Edad Moderna, empezando por Jerónimo Zurita, se han ocupado de intentar dilucidar la historicidad del mito y enjuiciar el posible homicidio.
En sus Anales de la Corona de Aragón (1562-1579) y, sobre todo, en las Gestas de los reyes de Aragón (1578), el historiador Jerónimo Zurita acepta la historicidad de la matanza de nobles basándose en los testimonios de la Crónica de San Juan de la Peña y, sobre todo, en la noticia de los Anales Toledanos que, según el cronista real, atestiguan su veracidad; aunque rechaza la leyenda de la ineptitud de Ramiro para el combate (motivo que generó, como comprobó Zurita, el romancero) y la de la construcción de la campana. En cuanto a su valoración moral, califica el acto de crimen «cruel e inaudito». A Zurita siguen los posteriores historiadores: el Padre Mariana, Jerónimo Blancas y el común de los historiadores modernos.
El cronista de Huesca Diego de Aynsa, autor de Fundación, excelencias, grandezas y cosas memorables de la antiquísima ciudad de Huesca (1619), revela que ya a comienzos del siglo XVII estaba extendida la localización de las ejecuciones en la cripta del palacio.
La historiografía del siglo xix dudó de la veracidad de la incivilizada actuación real. Así se muestra, por ejemplo, en la Historia general de España (1851) de Modesto Lafuente, y esta idea se mantenía en 1913, según cuenta la Historia de España y la civilización española de Rafael Altamira, que considera la anécdota «puramente fabulosa». Pero la cuestión fundamental que perturbaba a la historia decimonónica es la ausencia de moralidad de esta acción, que obligaba a rechazarla por repugnante a la verosimilitud, lo cual es un criterio que afecta al relato de la historia, a la narración literaria, pero no a la historia misma. 
Este concepto de valoración moral de la historia deja de tener sentido en el siglo XX y, a mediados de este siglo, Federico Balaguer y Antonio Ubieto Arteta abordan los documentos conservados para obtener datos sólidos. Por un lado se descubre en fuentes árabes la existencia de la crónica de un ataque cristiano a un convoy musulmán, que fue castigada por el rey Ramiro II. Ubieto afirma que en el verano de 1135 un grupo de magnates pudo participar en el saqueo de la caravana islámica cuyo paso por el territorio aragonés estaba protegido por la tregua real. Se ha podido ver en el castigo a estos nobles un paralelo con la ejecución narrada en el mito de la campana. Pero sobre todo, revisando las tenencias de las plazas por parte de ricoshombres de Aragón, hay un testimonio irrefutable de la desaparición de estos nobles de las nóminas de tenentes de honores de los meses posteriores al verano de dicho año de 1135. Ubieto, además, es partidario de la teoría neotradicionalista de la difusión de los cantares de gesta, por la que una noticia histórica generaba sucesivas recreaciones orales que constituían diversas fases de elaboración de los poemas épicos. Según esto, la recreación que se hace en el Cantar de la campana de Huesca partiría de un suceso histórico.

## Desarrollo de la campana de Huesca en las artes

### Literatura
De modo paralelo a su prosificación en las crónicas, ya atestiguada en el siglo XIII, la leyenda fue recreada en el romancero, de modo que en el siglo XVI encontramos tres romances que desarrollan el episodio. Los motivos centrales son la incapacidad de mando del rey Ramiro, el desacato de los nobles aragoneses, la petición de consejo a su maestro el abad Frotardo de San Ponce de Tomeras, la respuesta de este mediante el clásico exemplum de la poda de las plantas más altas del huerto y la convocatoria del rey a las potestades pretextando fundir una gran campana con el objeto de decapitarlos.
Los tres romances comparten estos motivos en distinto grado, y el primero del que encontramos testimonio aparece en la Segunda parte de la silva de romances reunida por Esteban de Nájera y publicada en Zaragoza en 1550, «Don Ramiro de Aragón». El segundo, llamado «Romance del rey don Ramiro el monge» lo encontramos en la recopilación de Lorenzo de Sepúlveda en su Cancionero de romances (Sevilla, 1584) y por último el que comienza «Deo gracias devotos padres», que apareció en el Romancero general (Madrid, 1600). Estos dos últimos cargan las tintas en la impericia militar del rey monje, frente al primero, que solo da cuenta del desacato de los levantiscos nobles.

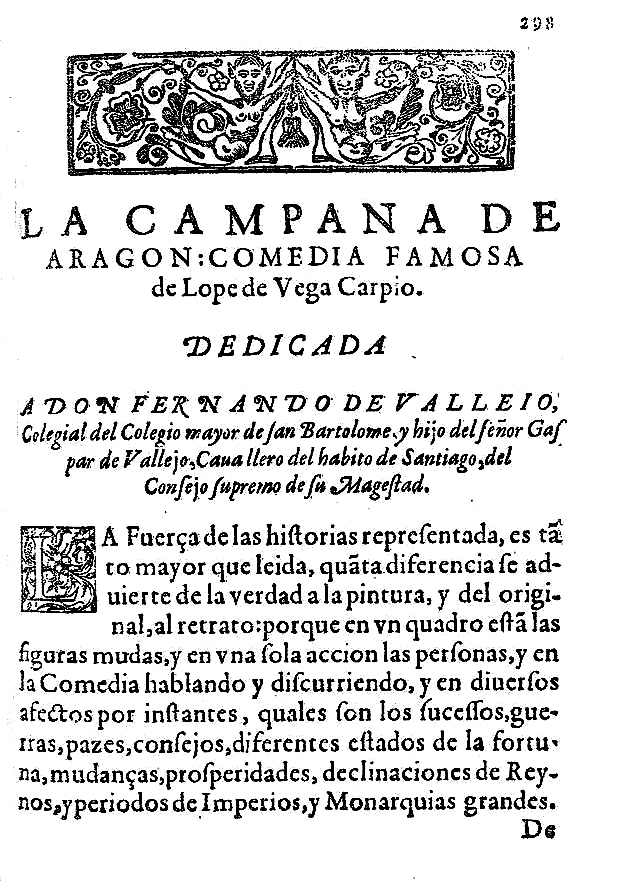
Página inicial de la comedia de Lope de Vega La Campana de Aragón (1623).

Basándose en estos romances (más que en la noticia que aparecía en el compendio historial de Diego Rodríguez de Almela, Valerio de las estorias escolásticas de España, de 1478, como supusiera erróneamente Marcelino Menéndez Pelayo), compuso Lope de Vega su drama histórico La campana de Aragón, que recorría en tres actos los tres reinados de Pedro I, que aparece en la conquista de Huesca; Alfonso I el Batallador, que toma Zaragoza; y Ramiro II, el rey monje, finalizando la obra con la truculenta apariencia del rey dominando el mundo con las doce cabezas en forma de campana, imagen barroca que inspiró posteriores recreaciones plásticas.
Los hijos pequeños de los nobles rebeldes presencian la escena y adquieren esta enseñanza ejemplar, según la ideología del teatro de la época. Este motivo de la presencia de los infantes está presente en el primero de los romances aludidos, lo que muestra la verdadera filiación de la comedia lopesca. Otro dato en este sentido sería la ausencia de los dichos paremiológicos que transmiten fuentes como la Crónica pinatense: "Por fer buenas coles, carne ý á menester" o el Valerio de las estorias...: «No sabe la vulpeja con quién trebeja»; lo que hace pensar que Lope no manejó ninguna de estas dos fuentes.
La obra gozó de notable éxito ya en el siglo xvii a juzgar por una pronta versión escrita en colaboración por Antonio Martínez de Meneses y Luis Belmonte Bermúdez, dos autores contemporáneos de Lope, titulada La gran comedia de la campana de Aragón.
Menos honesta es la versión de Juan de Vera Tassis y Villarroel, que, apropiándose de más de trescientos versos de la comedia original de Lope entreverados en los propios, publica La corona en tres hermanos (Madrid, 1679), copiando también la estructura tripartita lopeveguedesca que adjudica cada acto a uno de los reyes, aunque simplificando el esquema argumental, pues cada acto repite una secuencia similar al precedente (toma de posesión real, matrimonio, fiestas, guerras y fin del reinado) y no vemos a Ramiro (que en Lope tiene presencia a lo largo de toda la obra) hasta el último acto a él reservado.
La Leyenda se describe en el Tesoro de la Lengua Castellana o Española (1611) de Sebastián de Covarrubias Orozco, uno de los primeros diccionarios del idioma castellano. Figura explicada en los términos Campana y Güesca.
Ya en el siglo xix, el asunto fue retomado con mentalidad romántica en El rey monje, estrenada el 18 de diciembre de 1837 por Antonio García Gutiérrez, que ya había cosechado su gran éxito con otra obra de tema aragonés, El trovador. Lo que interesa subrayar a García Gutiérrez es la lobreguez de los claustros conventuales, el conflicto moral y la transgresión de la dispensa de su celibato para engendrar a la reina heredera, el monje llevado a cometer el horrible crimen, y la reivindicación de la rebelión contra la monarquía, en un planteamiento opuesto al de la obra de Lope.
La posterior trayectoria de la leyenda llega de la novela de aventuras románticas, en la pluma del prolífico Manuel Fernández y González, novelista de gran popularidad, que escribió Obispo, casado y rey. Crónicas de Aragón. (Granada, 1850), obra que Juan Luis Alborg califica de meritoria. Dos años después, un joven Antonio Cánovas del Castillo hacía sus pinitos en la novela histórica decimonónica con La campana de Huesca: (crónica del siglo xii), una obra de escasa enjundia literaria.
En 1851 el escritor Eduardo Maroto publicó la obra La Campana de Huesca, drama en cuatro actos original y verso, obra que recibió unas críticas pésimas. Una década más tarde, en 1862, el autor albaceteño Joaquín Tomeo y Benedicto, que desempeñó los cargos de periodista y archivero en Zaragoza, redactó el drama en tres actos titulado La Campana de Huesca. Se trata de una obra hoy casi olvidada que surgió de su afición a los temas históricos de carácter aragonés.
La leyenda aparece mencionada en La Regenta de Leopoldo Alas "Clarín", una de las novelas más importantes de la literatura española,  publicada entre 1884 y 1885: "-Quiero decir que Anita es muy cavilosa, como todos sabemos- y seguía bajando la voz, y los demás acercándose, hasta formar un racimo de cabezas, dignas de otra Campana de Huesca."
Ya a finales del xix, y en abierta crítica de la monarquía como símbolo de ideas reaccionarias, escribe Ángel Guimerá su obra Rei i monjo (Barcelona, 1890), protagonizada por Ramiro, pero centrada en su matrimonio y sin relación con la leyenda de la campana.
En 1912 Juan Redondo y Menduiña compuso una zarzuela en un acto y en verso, dividida en tres cuadros titulada La Campana de Huesca.
Ramón María del Valle Inclán, en su novela La Corte de los Milagros (1927), alude a la leyenda en este fragmento: "-Si se ponen pelmas y lo echan por la tremenda no estarán mal en escabeche con todos ellos. Pero había de ser con todos. Inflose fantasmón el Señor Conde de Cheste: -Haremos una nueva representación de la Campana de Huesca."
Quien ha renovado en el siglo xx la vigencia de las significaciones de la leyenda del rey Ramiro ha sido Francisco Ayala, que incluye entre los relatos de una de sus obras cimeras, Los usurpadores (1949), el breve e intenso retrato psicológico «La campana de Huesca», que supone una profunda reflexión sobre la idea del poder como usurpación ilícita del hombre sobre el hombre y que indaga en los móviles de la tradición y de la sangre, la responsabilidad de la continuación de la dinastía y la atracción final hacia un destino, en principio evitado mediante la vida monástica, pero fatalmente impuesta por la llamada del deber real tras la muerte de los monarcas que le antecedían en la línea sucesoria y la voluntad de Alfonso I el Batallador en su «testamento asombroso», que provoca un grave conflicto sucesorio resuelto con sañosa determinación por el rey Ramiro.
El escritor francés Jean-Marie Gleizes, profesor de literatura en la Universidad de Aix-en- Provence, publicó en 1982 la obra La Cloche de Huesca, drame en neuf tableaux. La obra se editó en París y es por el momento la única obra en francés que trata este mito oscense.
Otros autores han abordado en los últimos años la leyenda desde distintas perspectivas. José Damián Dieste y Ángel Delgado presentaron su novela histórica El Rey Monje en 1999 en los claustros de San Pedro el Viejo, una obra colorista que recientemente ha sido reeditada. Miguel García Santuy incluye abundantes referencias a la Campana en su obra La Princesa del Pirineo, una novela que describe la creación del Reino de Aragón. Fue publicada en Alicante en 2008.

### Pintura
La primera representación pictórica de envergadura del tema de la campana de Huesca la ofrece una pintura de Antonio María Esquivel (1806-1857) en un lienzo que se encuentra en el Museo de Bellas Artes de Sevilla. El cuadro parece relacionarse con la obra teatral de Antonio García Gutiérrez de 1837 El rey monje. Es de estilo romántico, pues los ropajes están inspirados vagamente en la antigüedad y los gestos y actitudes son decididamente teatrales.
Más tarde José Casado del Alisal (1832-1886) representó el momento final de la leyenda en un óleo titulado La campana de Huesca y ha quedado como el icono preeminente de esta leyenda. El cuadro, que se conserva en el Ayuntamiento de Huesca desde 1950, fue comenzado en diciembre de 1874, muy reciente la restauración borbónica, en la Real Academia Española de Bellas Artes de Roma, presentándose al público en 1880. En él aparecen sólo trece cabezas cortadas, doce en el suelo formando un círculo y una decimotercera colgada de una cuerda, la del más rebelde, a veces identificada con el obispo de Huesca. Esta representación de la leyenda es la que ha perdurado en la forma popular.
La obra tuvo una gran repercusión desde su primera exposición pública. El Estado, por iniciativa de Emilio Castelar, que hizo una defensa apasionada de la necesidad de contar con uno de los grandes cuadros de historia que debía conformar el patrimonio artístico nacional, fue adquirido para el Museo del Prado en 1882 por 35 000 pesetas. A partir de entonces inició un periplo europeo, siendo premiado en Múnich y mostrado en Viena, Düsseldorf y, por último, en París en 1889. En 1921 fue depositado en el Senado y, en 1950 fue cedido al Ayuntamiento de Huesca, donde se expuso en su Sala del Justicia. Fue incluido en la exposición El siglo XIX en el Prado, con la que se inauguró en 2007 la ampliación del Museo, regresando a Huesca a su finalización (previamente, en 1992, había estado también en la muestra La pintura de Historia en España en el siglo XIX, en las salas del antiguo Museo Español de Arte Contemporáneo).
El cuadro de Casado del Alisal supone una toma de partido política en las disputas entre liberales y conservadores españoles. La historia es una clara apología del poder del rey y por extensión del poder autoritario del gobierno sobre sus súbditos. Estos son castigados justamente por su desobediencia y falta de lealtad a su señor, lo que remite a las entonces recientes alteraciones debido a la Revolución de «La Gloriosa» y la Primera República Española. Es un lienzo que mostraba cómo se justificaba la mano firme ante las actitudes levantiscas o revolucionarias contra la autoridad.